# Tony Lamberti
Tony Lamberti (* vor 1981) ist ein US-amerikanischer Tontechniker.

## Karriere
Lamberti machte 1981 seinen Abschluss an der Hoover High School, drei Jahre später nahm er sein Bachelor-Studium  Music Production & Engineering am Berklee College of Music auf. 1987, ein Jahr vor seinem Studienabschluss, begann er als Tontechniker zu arbeiten. Von 1992 bis 2002 war er bei Sounddelux angestellt, seit 2002 arbeitet er für eine der Unterabteilungen namens Todd-AO.
Lamberti begann seine Karriere in dem Film Mission Adler – Der starke Arm der Götter aus dem Jahr 1991. Seither war er an mehr als 140 Produktionen beteiligt.
Im Jahr 2010 wurde Lamberti für einen Oscar in der Kategorie Bester Ton für den Film Inglourious Basterds nominiert.

## Filmografie (Auswahl)
- 1991: Mission Adler (Fei ying gai wak)
- 1994: Der Traum von Apollo XI (Pontiac Moon)
- 1995: Die Piratenbraut (Cutthroat Island)
- 1997: Das Relikt (The Relic)
- 1998: Der Mann in der eisernen Maske (The Man in the Iron Mask)
- 2001: Shrek – Der tollkühne Held (Shrek)
- 2002: Scooby-Doo
- 2005: Miss Undercover 2 – Fabelhaft und bewaffnet (Miss Congeniality 2: Armed and Fabulous)
- 2007: P.S. Ich liebe Dich (P.S. I Love You)
- 2009: Inglourious Basterds
- 2011: Ich bin Nummer Vier (I Am Number Four)
- 2012: Django Unchained